# Longeville-sur-Mogne
Longeville-sur-Mogne è un comune francese di 110 abitanti situato nel dipartimento dell'Aube nella regione del Grand Est.

## Società

### Evoluzione demografica
Abitanti censiti